# Romashka Tower

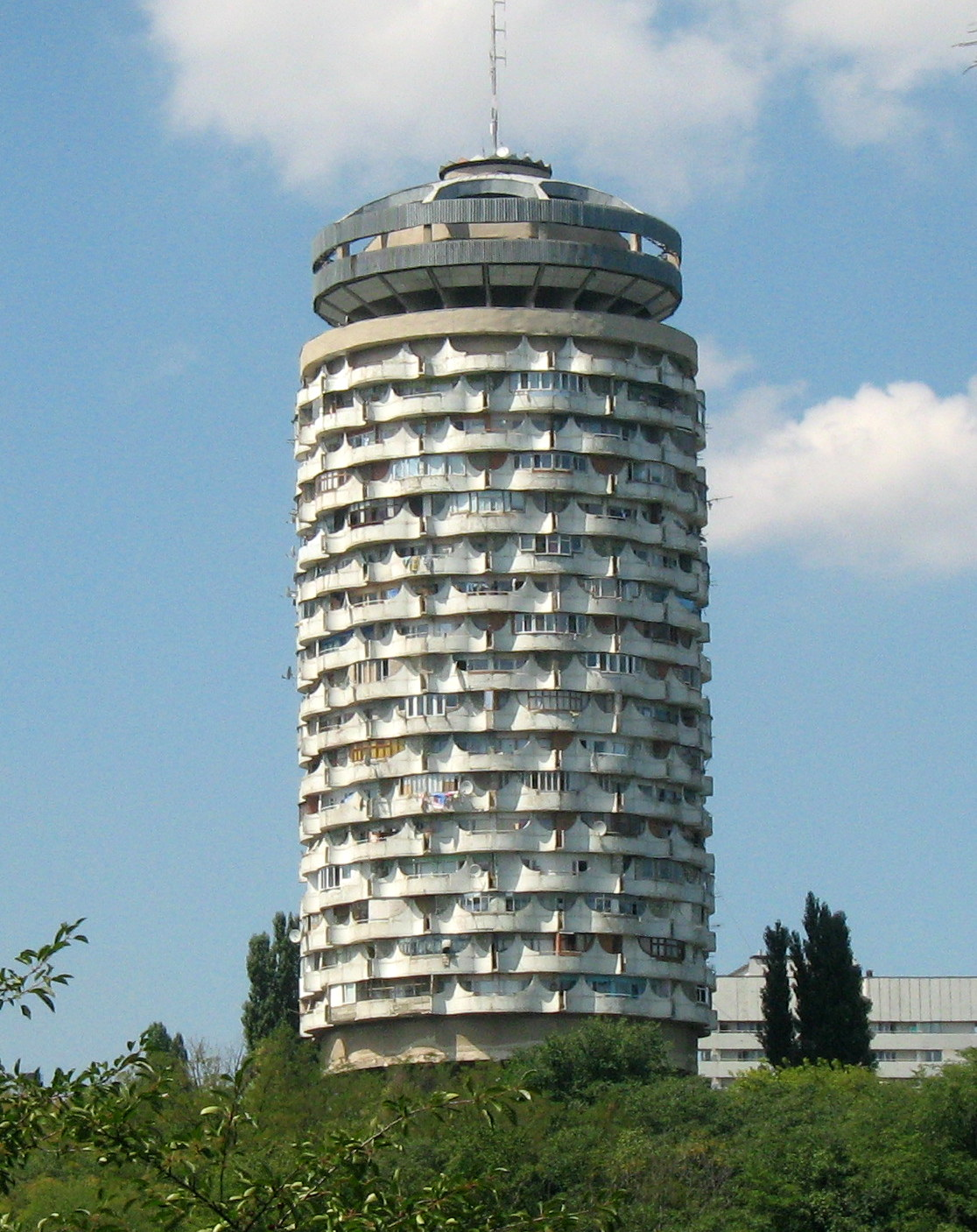
Der Romashka Tower

Der Romashka Tower (auch bekannt als Romanița Tower und blocul locativ Romanița) ist ein markantes Hochhaus in Chișinău. Das zylindrische, 77 Meter hohe Gebäude wurde zwischen 1978 und 1986 erbaut und war lange Zeit das höchste Wohngebäude der Stadt.

## Name
Der Spitzname Romashka (russisch für Kamille) oder Romanița (rumänisch für Kamille) leitet sich von der Ähnlichkeit des Gebäudes mit einer Blume ab. Weitere inoffizielle Bezeichnungen sind Steinerne Blume (Floare de Piatră) und Maiskolben (кукурузный початок).

## Architektur und Design
Der Turm wurde vom Architekten Oleg Vronski und dem Ingenieur A. Marian in Zusammenarbeit mit O. Blogu, S. Crani, N. Rebenko und P. Feldman entworfen. Er besteht aus 23 Stockwerken (inklusive zweier Untergeschosse), von denen 16 Wohngeschosse sind. Die kreisförmige Grundfläche und die schlanke, vertikale Ausrichtung wurden durch die Nähe zur Valea Trandafirilor beeinflusst. Im Untergeschoss befinden sich technische Einrichtungen. Vier Etagen sind für Wäschereien, Reinigungsräume und Trockenräume vorgesehen. In den oberen beiden Etagen befand sich einst ein Panoramabereich mit einem Café.
Zur Zeit der Sowjetunion unterlagen alle architektonischen Entwürfe staatlicher Kontrolle. Bei der Planung des Gebäudes wurde der Grundsatz angewandt, jeder Person 6 Quadratmeter Wohnfläche zuzuweisen. Wohneinheiten für zwei Personen bestanden aus zwei Zimmern, einem Flur und einem Badezimmer. Auf jeder Wohnetage gab es Gemeinschaftsküchen, Aufenthaltsräume und technische Bereiche. Typischerweise war jede Etage in acht Einheiten mit je zwei Zimmern unterteilt, die durch einen kreisförmigen Flur mit den Gemeinschaftsbereichen verbunden waren. Alle Zimmer hatten Zugang zu einer Terrasse.

## Geschichte
Ursprünglich war der Turm als Teil eines größeren Komplexes geplant, der neben Wohnungen auch Sporteinrichtungen und eine Cafeteria umfassen sollte. Letztendlich wurde das Gebäude als Wohnhaus für kleine Familieneinheiten realisiert. Es umfasst 165 Apartments, die kreisförmig um einen zentralen Korridor angeordnet sind. Ursprünglich war das Gebäude als kollektive Unterkunft gedacht, um den steigenden Wohnbedarf zu decken.
Nach dem Zusammenbruch der Sowjetunion wurde das Gebäude in den 1990er Jahren privatisiert. Die Wohneinheiten gingen in Privatbesitz über, während Teile des Gebäudes weiterhin von städtischen Wohnungsbauunternehmen verwaltet werden. Viele Bewohner nahmen erhebliche Veränderungen an ihren Wohnungen vor, etwa durch den Anbau provisorischer Balkone, was das äußere Erscheinungsbild des Turms stark veränderte. Trotz seiner Bedeutung als Relikt sowjetischer Architektur befindet sich der Romashka Tower heute in einem schlechten Zustand. Seit seiner Fertigstellung wurde keine umfassende Renovierung durchgeführt. Die kommerziellen Einrichtungen im Erdgeschoss sind weitgehend funktionslos und verfallen. Es wird geschätzt, dass die grundlegende Struktur noch etwa 100 Jahre halten sollte. Das Architektenkollektiv Birou pentru artă şi cercetare urbană (BACU) setzt sich dafür ein, den Romashka Tower gemeinsam mit drei weiteren Gebäuden als Beispiele für sozialistischen Modernismus zu erhalten.